# Jezioro Słosineckie Małe
Jezioro Słosineckie Małe – przepływowe jezioro lobeliowe na Równinie Charzykowskiej, w obrębie gminy Miastko. 

## Charakterystyka
Ogólna powierzchnia akwenu wynosi 28,8 ha. Oprócz zachodniego brzegu, linia brzegowa charakteryzuje się gęstym zalesieniem. Wzdłuż zachodniej linii brzegowej jeziora prowadzi linia kolejowa nr 405: Miastko-Biały Bór-Szczecinek.
W wodach jeziora występują: szczupak, węgorz, okoń, płoć, leszcz, lin, karp i karaś.
Na akwenie obowiązuje całkowity zakaz zanęcania oraz nurkowania.